# Jan Mosander
Jan Eric Gustaf Mosander (Estocolmo, 13 de agosto de 1944) es un periodista y autor sueco.

## Biografía
Mosander nació en Estocolmo y creció en Helsinki, Finlandia. En Finlandia trabajó como reportero para el periódico Västa Nyland en Ekenäs y para el Nya Pressen de Helsinki. En 1968, se mudó a Suecia y trabajó como reportero para Expressen, en Estocolmo. Fue corresponsal extranjero en Alemania para Expressen entre 1970 y 1973, trabajó en Aftonbladet entre 1979 y 1983 y para Sveriges Radio entre 1994 y 1997. Ganó el Stora journalistpriset en 1987. Además, presentó el episodio de Sommar i P1 del 2 de julio de 1987.
Entre 1975 y 1977 estuvo casado con la fotógrafa Ulla Lemberg, y desde 1987 está casado con la periodista Ingalill Mosander. Junto con su mujer sobrevivió al Desastre del Costa Concordia en 2012.